# Geometrische Standardabweichung
Die geometrische Standardabweichung (oft GSD abgekürzt) ist ein Streuungsmaß der Abweichungen vom geometrischen Mittelwert.
Im Allgemeinen wird sie wie folgt berechnet:
{\displaystyle \sigma _{g}=\exp \left({\sqrt {{\frac {1}{n}}\cdot \sum _{i=1}^{n}\left[\ln \left({\frac {x_{i}}{{\bar {x}}_{g}}}\right)\right]^{2}}}\right)}
mit dem geometrischen Mittel {\displaystyle {\bar {x}}_{g}}:
{\displaystyle {\bar {x}}_{g}={\sqrt[{n}]{x_{1}\cdot x_{2}\cdot \ldots \cdot x_{n}}}={\sqrt[{n}]{\prod _{i=1}^{n}{x_{i}}}}}
Im Gegensatz zur arithmetischen Standardabweichung wird hierbei das Produkt und nicht die Summe interpretiert.
Gebräuchlich ist diese statistische Kennzahl vor allem in den Naturwissenschaften.